# 월턴 워커
월턴 해리스 워커(Walton Harris Walker, 1889년 12월 3일 ~ 1950년 12월 23일)는 미국의 군인이다. 미국의 베라크루스 점령과 제1차 세계 대전 및 제2차 세계 대전에 참전하였다. 한국 전쟁에도 참전하여 미국 제8군 사령관으로 재임 중에 교통사고로 순직하였다. 사망 당시 계급은 중장이었으나 사후에 대장으로 추서되었다.

## 생애

### 초기
1889년 12월 3일 텍사스주 벨턴에서 태어났다. 1912년 웨스트 포인트를 졸업한 뒤, 프레드릭 펀스턴 준장 아래에서 베라크루스에 원정을, 그리고 미국 맥시코 간의 국경을 순찰하였다. 미국이 제1차 세계대전에 참전하게 되자, 제5보병사단 기관총대대 중대장으로 참전하였으며, 은성 훈장을 수여받았다. 종전 이후, 중국과 지휘참모학교, 웨스트 포인트와 기타, 그리고 1930년에는 조지 마셜이 이끄는 보병 여단에서 집행 장교로서 근무하였다.

### 제2차 세계 대전
제2차 세계대전이 발발하자, 월턴 워커 소장은 제3기갑사단장으로서 유럽 전선에 참전하였다.
조지 패튼 장군 휘하에서 제20군단장으로 임명되어 진격하였다. 워커 장군은 당시 북아프리카 전투에서 롬멜의 제3군과 맞서 공훈을 세우고 중장으로 승진하였다.
종전 후, 제5군 사령관직을 거쳐 1948년 주일 군정군인 제8군 사령관으로 임명되었다.

### 한국 전쟁
1950년 6월 25일 북한에 의해 한국 전쟁이 발발하자, 미 극동군사령관 더글러스 맥아더 원수는 워커 중장에게 주일 미 제8군의 “제24보병사단을 한국으로 이동시키라.”라는 명령을 하달(1950년 6월 30일)하였다. 월턴 워커 중장은 7월 13일 한반도로 파견되었다.
| “ | “우리는 더 이상 물러설 수 없고, 더 이상 물러설 곳도 없다. 무슨 일이 있어도 결코 후퇴란 있을 수 없다.” | ” |
|   | — 《낙동강 방어선을 사수하라고 부하들에게게 명령하면서》                                              |   |

| “ | “내가 여기서 죽더라도 끝까지 한국을 지키겠다.”   | ” |
|   | — 《낙동강 전선 시찰 도중 차출된 국군들과 함께》 |   |

| “ | "여기서 더 후퇴하면 내가 장례식을 치러주지 !!" 《1950년 7월 29일 낙동강 전선 시찰 후》 | ” |

대한민국에 부임 당시 미숙했던 장병들만으로 극도로 불리했던 낙동강 전선을 사수하면서 그는 낙동강 방어선에서 죽는 한이 있어도 무조건 방어하라고 부하들에게 명령했다. 미국에서 반대여론이 일자 더글라스 맥아더가 "군대에는 민주주의가 없다."라는 말로 워커 중장을 옹호했다.

### 죽음
1950년 12월 23일, 훗날 육군 대장이 되는 아들인 샘 S. 워커 대위의 은성 무공 훈장 수상을 축하해주기 위해 차량을 타고 이동하던 중 의정부 남쪽의 양주군 노해면(현재 서울특별시 도봉구 도봉동 자리)에서 대한민국 육군 제6사단 소속 차량과 추돌하여 차량이 전복되는 교통사고로 현장에서 사망하여 순직했다. 시신은 아들에 의해 수습되어 미국 본토로 운구되었다. 이듬해 1951년 1월 2일, 알링턴 국립묘지에 안장되었으며, 대장 계급이 추서되었다.
월튼 워커 중장의 죽음으로 공석이 된 제8군 사령관직은 매슈 리지웨이 중장이 후임으로 취임하였다.

## 가족
그의 외아들 샘 S. 워커 대위는 한국전쟁 당시 일선 소총중대장으로 전투에 참여했다. 이후, 샘 워커 대위는 미국의 군사 역사상 최연소 대장으로 진급하게 된다. 이로 인하여 미육군 역사상 유일하게 아버지와 아들이 나란히 대장에 진급되는 영광을 누리게 된다.

## 상훈
- 을지무공훈장 2회: (1950-12-19, 1953-01-03)[3]

## 월턴 워커의 이름을 딴 것들 =
- 캠프 워커
- 워커힐 호텔
- 워커힐 아파트
- M41 워커 불독
- 워커힐로

## 같이 보기
- 더글러스 맥아더
- 샘 S. 워커
- 한국 전쟁

## 참고 자료
- '92세 노병' 김리진 워커대장추모기념사업회장 "잊혀진 6·25 영웅 워커…그가 없었다면 대한민국도 없었겠죠" - 한국경제신문 (2017-06-02)